# Grupo Desportivo de Lagoa
O Grupo Desportivo Lagoa é um clube português, localizado na cidade de Lagoa, no Algarve.

## História
O clube foi fundado em 12 de Janeiro de 1971 e os seus sócios fundadores foram: Américo Batista, Araújo Marcos, Aprígio Fernandes, Eduardo Moreira, João Mendonça, João Fernandes, José A. Neves, Júlio Raposo, Manuel Farinha, Manuel Peixe, Manuel Fernandes, Óscar Ferreira e Valdemar Florindo. O seu atual presidente é Luís Dias 
Na época de 2014/15, a equipa de seniores disputa o campeonato distrital da 1ª divisão do AF Algarve.
Em 2023/24 foi novamente campeão da I Liga da AF Algarve, exatamente 20 anos depois, e conseguiou assim a presença no Campeonato de Portugal onde joga atualmente.

## Modalidades
O futebol é uma das modalidade que o clube pratica, com todos os escalões em atividade (veteranos, seniores, juniores, juvenis, iniciados, infantis, benjamins, traquinas e petizes), mas também já desenvolveu o andebol, atletismo e canoagem e recentemente desenvolve a modalidade de patinagem de velocidade com alguns dos escalões em atividade e basquetebol na época de 2014/15.

### Futebol
| Escalão                                             | Nº Presenças | Títulos | Melhor Classificação |
| I                                                   | 0            | 0       | Nunca participou     |
| II                                                  | 0            | 0       | Nunca participou     |
| III                                                 | -            | 5       | 2006/07              |
| IV                                                  | -            | 14      | -                    |
| Taça de Portugal                                    | -            | -       | -                    |
| Taça da Liga                                        | 0            | 0       | Nunca participou     |
| inclui época 2010/2011; - informação não disponível |              |         |                      |

### Patinagem de Velocidade
O Grupo Desportivo de Lagoa criou, em 2011, a secção de patinagem, cujo delegado é o Sr. Adriano Martins. O treinador é o Prof. Luís Neto, que já se tinha destacado em muitos outros desportos ao nível do município de Lagoa. Esta nova secção tem vindo a crescer, recebendo quase todos os títulos regionais e nacionais em diferentes provas: estrada, pista e indoor, e expandindo-se também ao resto da Europa, participando em campeonatos na Espanha, França e Alemanha, depois de correr todo o país representando o concelho de Lagoa.

## Estádio
A equipa efetua os seus jogos caseiros no Estádio Capitão Josino da Costa.

## Marca do equipamento e patrocínio
A equipa de futebol utiliza equipamento da marca Uhlsport e tem o patrocínio de Intermarché e de Fatacil.